# Izvin

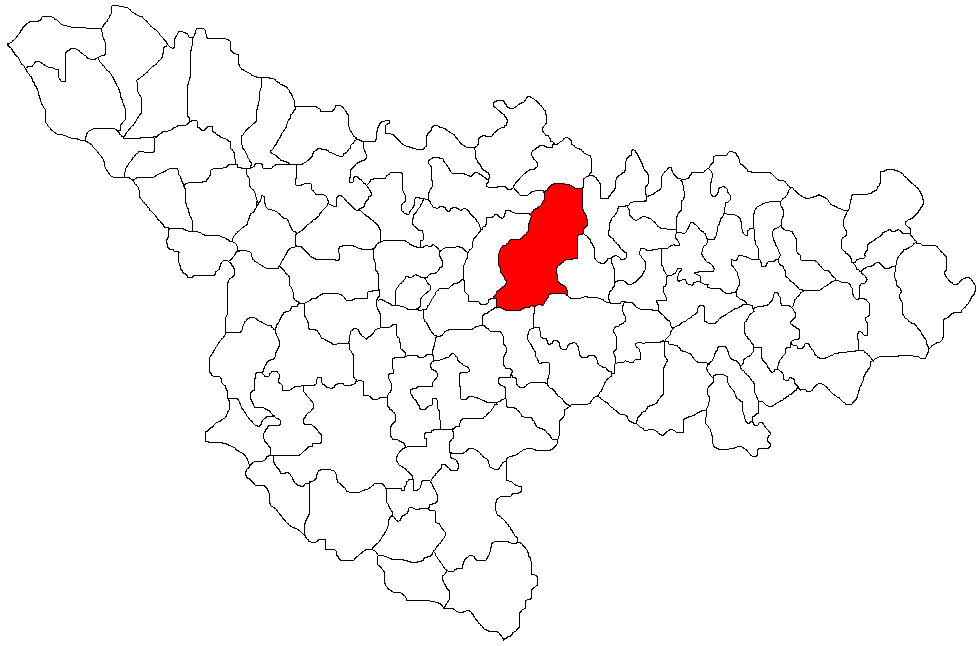
Lage der Kleinstadt Recaș im Kreis Timiș

Izvin (deutsch Jeswin, ungarisch Öszény oder Jezvin, serbisch-kyrillisch Извин) ist ein Dorf im Kreis Timiș, Banat, Rumänien. Das Dorf Izvin gehört zur Kleinstadt Recaș.

## Geografische Lage
Izvin liegt an der Nationalstraße DN6 Lugoj-Timișoara, 3 km westlich von Recaș und 20 km östlich von Timișoara.

## Nachbarorte
| Ianova       | Bencecu de Sus                              | Herneacova |
| Remetea Mare | Kompassrose, die auf Nachbargemeinden zeigt | Recaș      |
| Bazoșu Nou   | Bazoș                                       | Șuștra     |

## Geschichte
Eine erste urkundliche Erwähnung der Ortschaft Evsen stammt aus den päpstlichen Zehntlisten des Jahres 1333. 1361 gehörte Izvin dem ungarischen Gutsherrn Posa Balazs. Weitere Grundbesitzer waren die ungarischen Adelsfamilien Zeghary (1443), Esaky, Bendek und Bennesk, später die Familie Csornay. 
Auf den ersten Karten erscheint der Ort unter der Bezeichnung Ósyeny.
Nach dem Frieden von Passarowitz (1718), als das Banat eine Habsburger Krondomäne wurde, war Izvin Teil des Temescher Banats. Auf der Mercy-Karte von 1723 ist Iesvin bewohnt.
Zur Zeit der Kaiserin Maria Theresia wurde der Weinbau in Izvin eingeführt.
Nach dem Österreichisch-Ungarischen Ausgleich wurde der Ort dem Königreich Ungarn innerhalb der Doppelmonarchie Österreich-Ungarn angegliedert. 
Infolge des Vertrags von Trianon am 4. Juni 1920 wurde das Banat dreigeteilt, wodurch Izvin an das Königreich Rumänien fiel.
Ein wichtiger Tag in der Geschichte von Izvin war der Besuch von  König Ferdinand am 13. November 1923.
Das Gestüt von Izvin
Bereits 1855 gab es im Banat Gestüte in  Orțișoara, Liebling, Deta und Pădureni, während in Izvin die Zuchthengste der österreichisch-ungarischen Armee gehalten wurden. Nach dem Zweiten Weltkrieg wurde das Gestüt von Izvin aufgelöst. 1967 wurden die Pferde aus Pădureni nach Izvin verlegt. Heute ist das staatliche Gestüt von Izvin eines der größten Rumäniens. Hier werden Pferde der Rasse Nonius, Ardennen, englische Vollblüter, Araber, Lipizzaner und Ponys gezüchtet. Zudem wird auch eine Reitschule in Izvin und eine Trabrennbahn in Timișoara mit den Pferden von Izvin betrieben.

## Demografie
| 1880 | 1521 | 1449 | 29  | 43 | -  |
| 1910 | 1612 | 1397 | 140 | 26 | 49 |
| 1930 | 1485 | 1294 | 119 | 27 | 45 |
| 1977 | 1765 | 1587 | 111 | 5  | 62 |
| 2002 | 1471 | 1336 | 37  | 6  | 92 |